# Graziano Gioia
Graziano Gioia (Roma, 10 settembre 1977) è un ex giocatore di calcio a 5 italiano.

## Carriera
Centrale difensivo grintoso e carismatico, inizia nella Lazio con la cui maglia disputa sei stagioni consecutive, vincendo uno scudetto e due Coppe Italia. Nel 1999 gioca la finale dell'European Champions Tournament persa dai capitolini contro la Dina Mosca di Erëmenko. Dopo una breve parentesi alla Roma RCB, si trasferisce al Perugia con cui vince un altro scudetto e una Supercoppa italiana, meritandosi la convocazione in Nazionale.
Nel 2007-08 fa ritorno alla Lazio, nel frattempo fusasi con la Forte Colleferro; nel biennio è il capitano del Magione in Serie A2 mentre nel 2010 scende di un'altra categoria accordandosi con il Palestrina vincendo immediatamente i play-off promozione. Con la società prenestina gioca altri due anni in Serie A2 al termine dei quali, ormai trentaseienne, decide di giocare nei campionati regionali. Con il CT EUR prima e la Virtus Palombara poi, vince due campionati consecutivi della Serie C1 laziale.
Nonostante lo scetticismo di molte persone nei riguardi dell'età e della forma fisica del centrale, nella stagione 2015-16 firma un contratto annuale con la Lazio in Serie A, dichiarando di voler concludere la propria carriera nella società dove questa era iniziata. Sfortunatamente, il suo ritorno coincide con il peggior campionato mai disputato dalla società, conclusosi con la sconfitta nei play-out contro il Napoli che condannano la Lazio alla prima retrocessione della sua storia. Nella stagione 2016-17 fa ritorno in Serie B accordandosi con il Lido di Ostia.

## Palmarès
- Campionato italiano: 2

Lazio 1997-98
Perugia 2004-05
- Coppa Italia: 2

Lazio 1997-98, 1998-99
- Supercoppa italiana: 1

Perugia: 2005